# كونكيستدور
كونكيستدور جمع كونكيستدوريس (بالإسبانية: Conquistadore؛ بالبرتغالية: Conquistador) وتعني في اللغتين الغازي أو الفاتح هو لقب أطلق على الجنود والمستكشفين والمغامرين الإسبان والبرتغاليين الذين استولوا على ممتلكات شاسعة في عدة بقاع من العالم خاصة الأمريكيتين باسم التاجين الإسباني والبرتغالي وذلك بين القرنين الخامس عشر والسابع عشر.

## المراحل التاريخية
عند وصولهم إلى جزر الهند الغربية في عام 1492م، بدأ الإسبان، بقيادة نبلاء من غرب وجنوب إسبانيا، في بناء إمبراطورية أمريكية في منطقة البحر الكاريبي باستخدام جزر مثل هيسبانيولا وكوبا وبورتوريكو كقواعد. من عام 1519 إلى عام 1521م قام هيرنان كورتيس بحملة ضد إمبراطورية الأزتك، التي حكمها موكتيزوما الثاني. وقد وسع الفاتحون الحكم الإسباني إلى شمال أمريكا الوسطى وأجزاء مما يعرف الآن بجنوب وغرب الولايات المتحدة، ومن المكسيك عن طريق الإبحار عبر المحيط الهادئ مرورا بالفلبين. حيث استولى الفاتحون الآخرون على إمبراطورية الإنكا بعد عبور برزخ بنما والإبحار عبر المحيط الهادئ إلى شمال بيرو. حيث أخضع فرانسيسكو بيزارو الإمبراطورية بطريقة مشابهة لكورتيس، استخدم الغزاة الآخرون بيرو كقاعدة لغزو الكثير من الإكوادور وتشيلي. وسط كولومبيا، أما مويسكا فقد تم غزوها من قبل غونزالو خيمينيز دي كيسادا، واستكشف مناطقها الشمالية رودريجو دي باستيداس وألونسو دي أوجيدا وخوان دي لا كوسا وبيدرو دي هيريديا وآخرون. إلى جنوب غرب كولومبيا وبوليفيا والأرجنتين، حيث تم ذلك مع مجموعات من الغزاة الآخرين القادمين من أكثر من منطقة بالبحر الكاريبي وريو دي لا بلاتا. كل هذه الفتوحات أرست أسس أمريكا اللاتينية الحديثة والأصل الإسباني.
قام الفاتحون الأسبان أيضًا باستكشافات مهمة في غابات الأمازون، وباتاغونيا، وأمريكا الشمالية، والمحيط الهادئ. وأسس الفاتحون العديد من المدن، بعضها في مواقع بها مستوطنات موجودة مسبقًا، كمانيلا ومكسيكو سيتي.

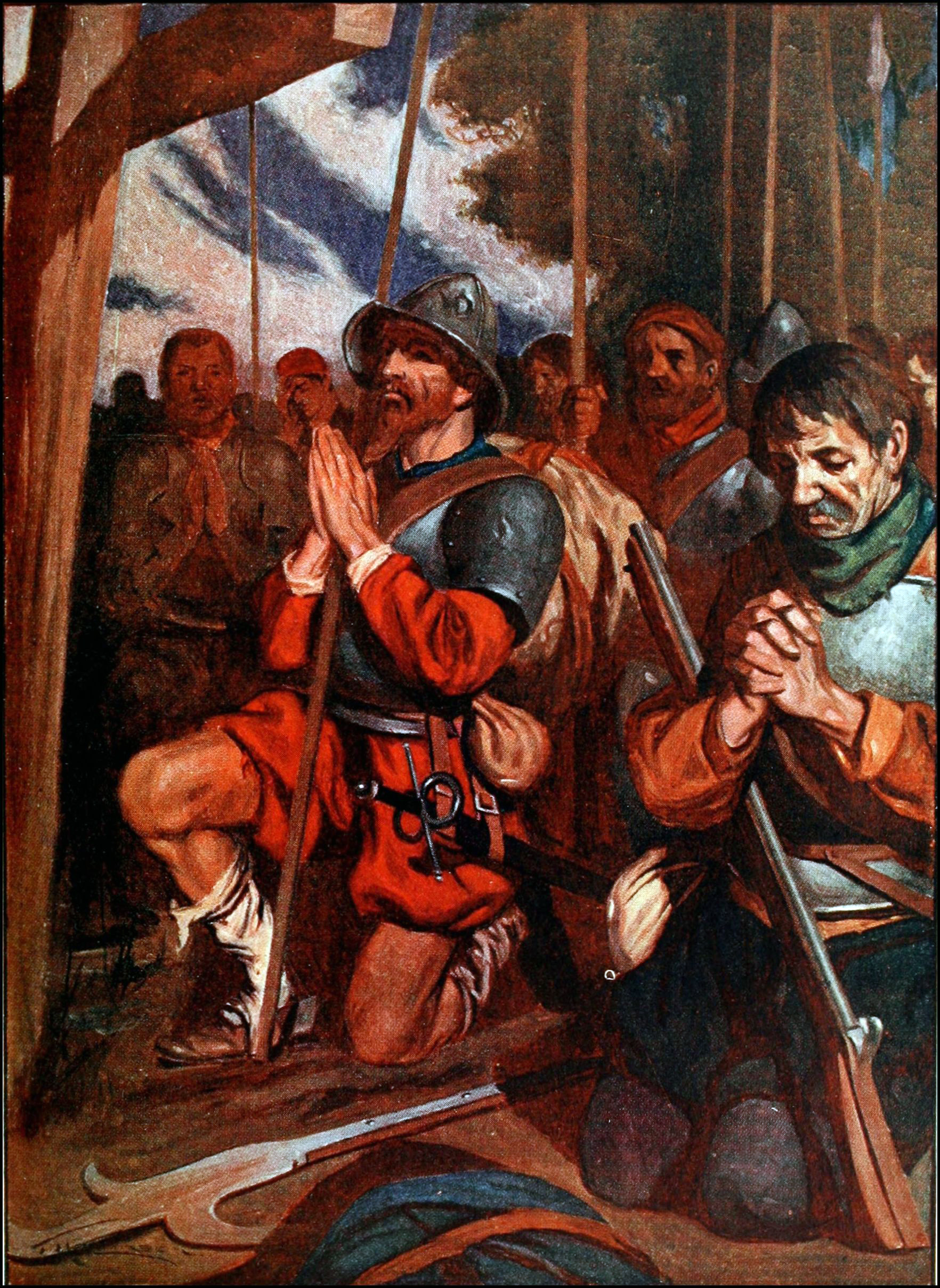
الفاتحون الأسبان في تينوختيتلان.

أيضا جلب الغزاة التابعون للتاج البرتغالي العديد من الفتوحات للإمبراطورية البرتغالية، عبر أمريكا الجنوبية وأفريقيا ، وكذلك المستعمرات التجارية في آسيا، مؤسسين أصول العالم اللوسوفوني الحديث في الأمريكتين وإفريقيا وآسيا. ومن بين الغزاة البرتغاليين البارزين أفونسو دي ألبوكيرك، الذي قاد الفتوحات في الهند والخليج الفارسي وجزر الهند الشرقية وشرق إفريقيا. ونجد أيضا فيليبي دي بريتو إي نيكوت، الذي قاد الفتوحات في بورما وأصبح ملكًا لباغو.

## معرض صور

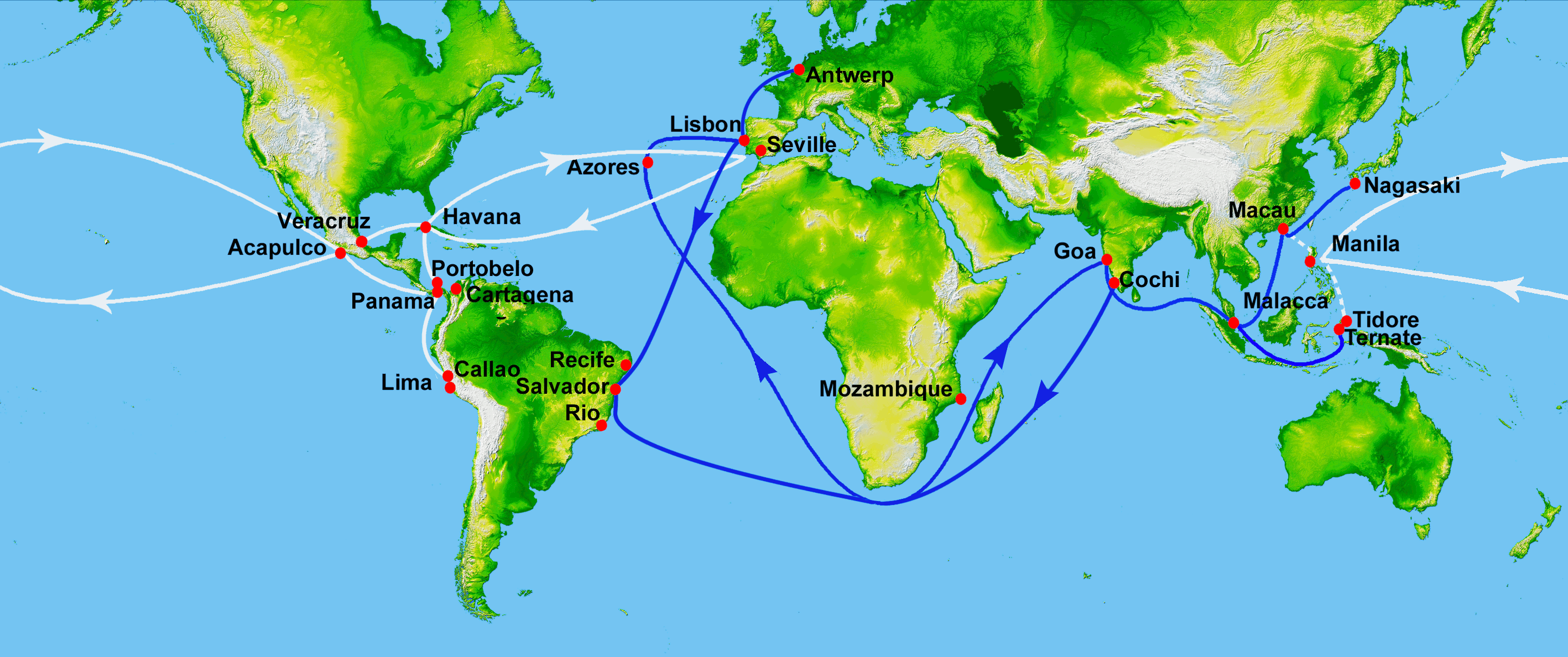
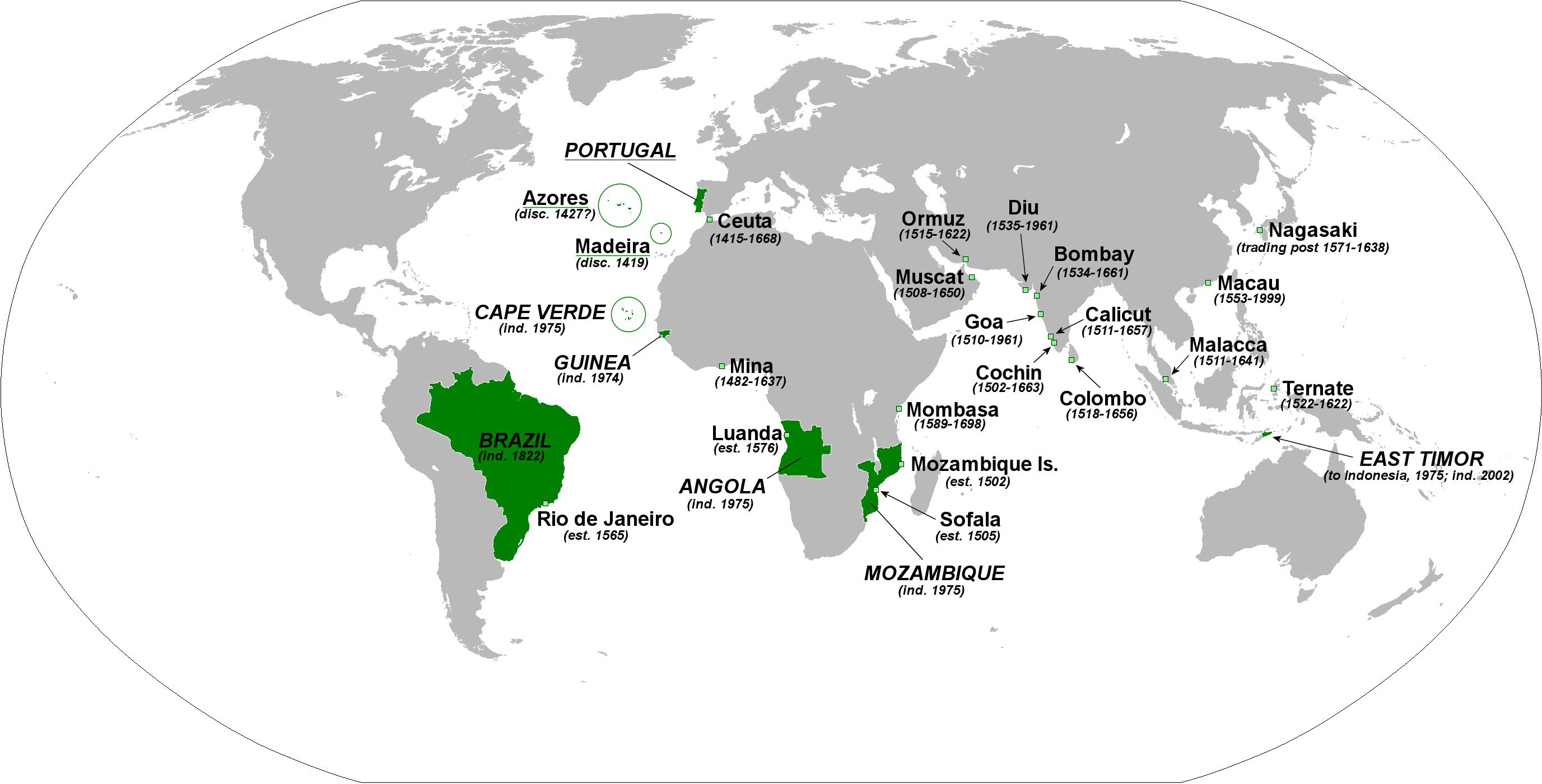
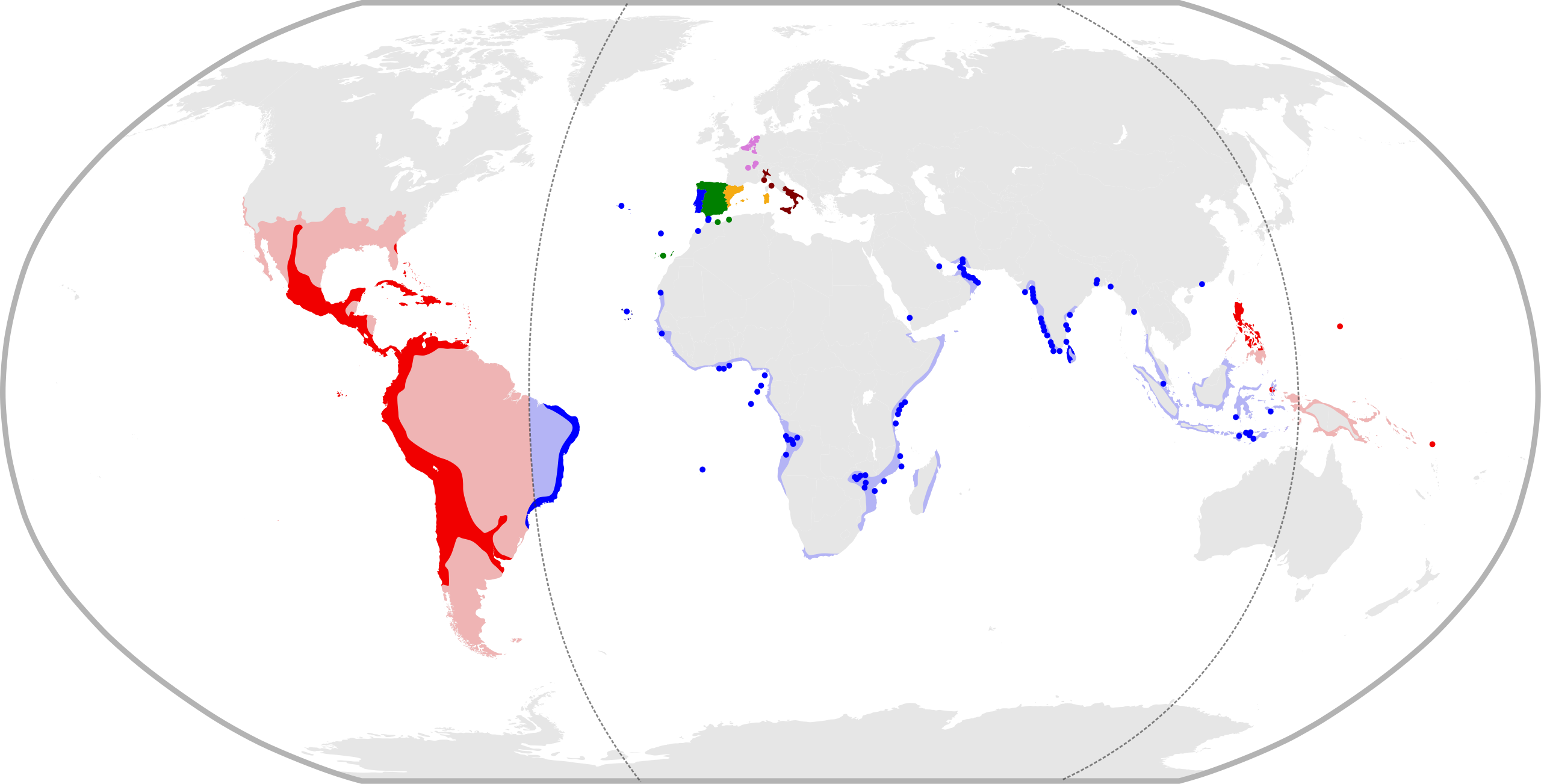